# Heritage Documentation Programs
 (1er janvier 2018).
Le contenu est difficilement compréhensible vu les erreurs de traduction, qui sont peut-être dues à l'utilisation d'un logiciel de traduction automatique.

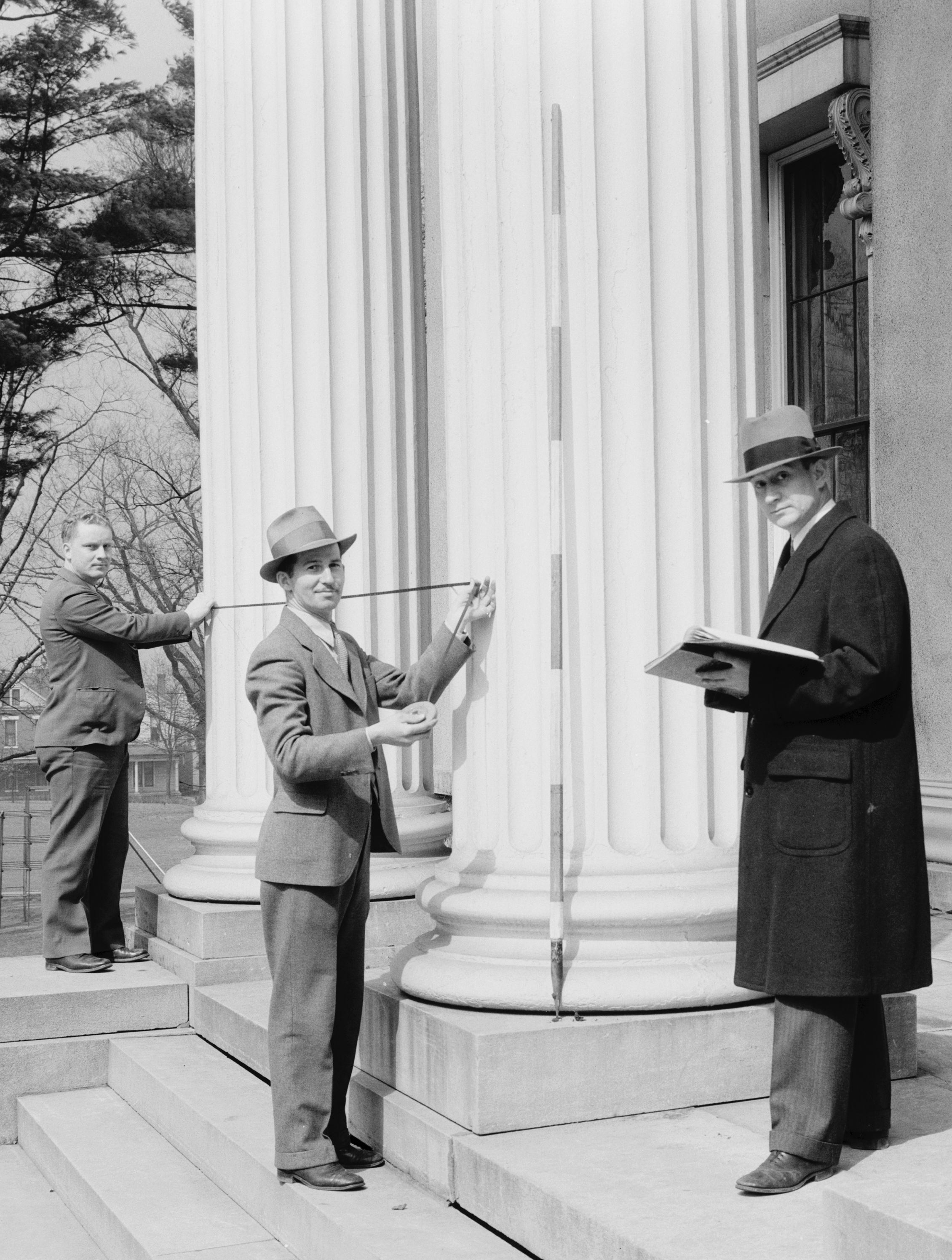
L'équipe de l'HABS, en 1934, prenant les mesures de l'.

Heritage Documentation Programs (HDP) (en français : Programmes de documentation du patrimoine) est une division du Service des parcs nationaux des États-Unis responsable de l'administration du service du suivi des bâtiments historiques (Historic American Buildings Survey), du service des enregistrements de l'ingénierie (Historic American Engineering Record), et du service du suivi des paysages (Historic American Landscapes Survey) américains. Ces programmes ont été établis pour recueillir une documentation sur les lieux historiques aux États-Unis. Les éléments collectés sont constitués de dessins, de photos d'archives et de rapports écrits, et sont archivés dans la section « Gravures et photographies » de la Bibliothèque du Congrès.

## Historic American Buildings Survey (HABS)

Photographie et plan de l'HABS
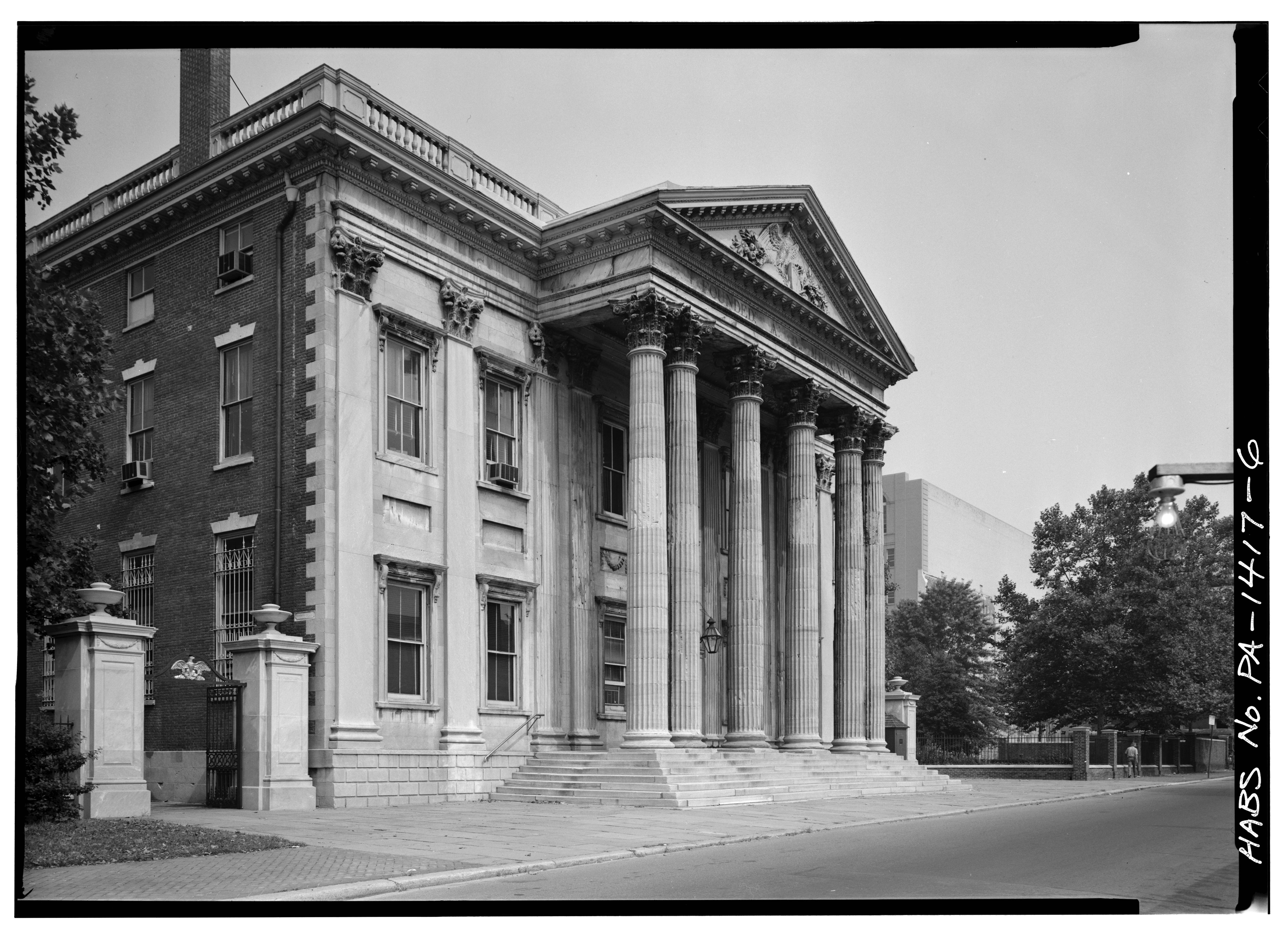
Bâtiment de la First Bank of the United States[1].
Plan du bâtiment de la First Bank of the United States[1].

En 1933, le NPS a mis en place l'Historic American Buildings Survey à la suite d'une proposition faite par Charles E. Peterson, un jeune architecte paysagiste de l'agence. Elle a été fondée dans le cadre de la création d'emplois « aidés » (les Make-work job (en)) pour les architectes, dessinateurs et photographes au chômage lors la Grande Dépression. Pilotés depuis Washington, DC, les premiers recenseurs ont été chargés de documenter un échantillonnage représentatif du patrimoine architectural des États-Unis. Par la création d'archives de l'architecture historique, l'HABS a fourni une base de données de sources primaires et de documentation pour le mouvement naissant de préservation historique. Parmi les projets privés antérieurs figure le White Pine Series of Architectural Monographs (en), dont de nombreux contributeurs ont rejoint le programme HABS.
Parmi les photographes notables de l'HABS figure Jack Boucher (en), qui a travaillé pour le projet pendant plus de 40 ans.

## Historic American Engineering Record (HAER)
L'Historic American Engineering Record a été fondée le 10 janvier 1969, par le NPS et la Société américaine des ingénieurs civils. L'HAER documente l'histoire de la mécanique et des réalisations de l'ingénierie. Depuis l'avènement de HAER, le programme combiné est généralement appelé « HABS/HAER ». Aujourd'hui, une grande partie du travail de l'HABS/HAER est effectué par des équipes d'étudiants pendant l'été. Eric DeLony a dirigé l'HAER de 1971 à 2003.

## Historic American Landscapes Survey (HALS)
En octobre 2000, le NPS et l'American Society of Landscape Architects ont établi un nouveau programme, l'Historic American Landscapes Survey, pour documenter de façon systématique les paysages historiques des États-Unis. Un prédécesseur, l'Historic American Landscape and Garden Project, a compilé l'historique des jardins du Massachusetts entre 1935 et 1940. Ce projet a été financé par la Works Progress Administration, mais a été administré par le HABS, qui a supervisé la collecte de documents.

## Bibliothèque du Congrès
La collection permanente de l'HABS/HAER/HALS est conservée à la Bibliothèque du Congrès, qui a été créée en 1790 (et rétablie après le terrible incendie de 1814 à Washington, DC après le rachat de la bibliothèque personnelle de l'ancien troisième Président Thomas Jefferson, à Monticello en 1815), comme la bibliothèque de référence du Congrès des États-Unis. Son rôle a depuis été élargi pour servir de Bibliothèque nationale des États-Unis ; les éditeurs sont tenus de déposer une copie de tous les travaux imprimés, livres, monographies et magazines soumis au droit d'auteur. En tant que service du Gouvernement des États-Unis, les œuvres créées par cet organisme sont dans le domaine public aux États-Unis. De nombreuses images, dessins, et documents sont disponibles à travers les Prints and Photographs Online Catalog, concernant des projets, des bâtiments démolis, des structures existantes, des éléments régionaux, des dessins et des modèles